# Hunger (Florence and the Machine)
Hunger is een nummer van de Britse indierockband Florence and the Machine uit 2018. Het is de tweede single van hun vierde studioalbum Busyhead.
"Hunger" gaat over Florence Welch haar eetstoornis, waar ze tijdens haar tienerjaren mee kampte. Het nummer was aanvankelijk bedoeld als gedicht, maar later besloot Welch het uit te werken tot een nummer. Het nummer werd een bescheiden hitje op de Britse eilanden en in België. In het Verenigd Koninkrijk bereikte het de 41e positie, en in de Vlaamse Ultratop 50 kwam het een plekje lager. In Nederland bereikte het nummer geen hitlijsten.